# Стратон из Сард
Стратон из Сард (др.-греч. Στράτων ο εκ Σάρδεων) — древнегреческий поэт-эпиграмматист II века.

## Биография и творчество
Время жизни устанавливается по упоминанию в одном из стихотворений Артемидора Капитона, врача императора Адриана. О самом Стратоне сохранилось единственное упоминание у Диогена Лаэртского.
94 стихотворения Стратона сохранились в XII книге Палатинской антологии, целиком посвящённой воспеванию любви к мальчикам, и содержащей всего 258 произведений (1300 строк). Кроме Стратона там представлены стихи ещё 19 поэтов и 35 безымянных эпиграмм; книга открывается и закрывается стихами Стратона, и озаглавлена «Μούσα παιδική» (Мальчиковая муза). Собрание стихов Стратона открывается обращением к Зевсу, который после похищения Ганимеда считался покровителем любви к мальчикам. Ещё 6 эпиграмм Стратона включено в другие книги «Антологии».
Эпиграммы Стратона весьма изящны и выражают страстное чувство, но иные из них настолько эротичны, что, по словам Ганса Лихта, «возможно, оскорбят чувства современных людей».
Из-за откровенной непристойности с точки зрения христианской и буржуазной морали стихи Стратона довольно редко переводились на современные языки. Первый немецкий перевод Гофмана вышел в Штутгарте в 1856 году, в 1899 году Элизар фон Купфер издал первый полный перевод. Первый частичный перевод на английский вышел в 1902 году в антологии «Иолай: Антология дружбы», составленной английским поэтом-социалистом Эдвардом Карпентером. В дальнейшем отдельные стихи переводили Роже Перефит и Сальваторе Квазимодо. Поэзию Стратона высоко ценил Кавафис.
Стихи Стратона публиковались в составе полных переводов «Палатинской антологии» на английский, французский и немецкий языки. Первый полный английский перевод был издан в 2001 году Принстонским университетом в антологии под названием Puerilities, обыгрывающем греческое название сборника. Критическое издание с комментарием и итальянским переводом выпущено в 2007 году. На русский язык отдельные стихотворения переводили Е. В. Свиясов и М. Л. Гаспаров.

## Переводы
- Kupffer E. von. Lieblingminne und Freundesliebe in der Weltliteratur. — Verlag von Max Spohr, 1899
- Carpenter E. Iolaus: An Anthology of Friendship. — Kessinger Publishing, 2010. — ISBN 978-1162934150
- Puerilities: Erotic Epigrams of «The Greek Anthology». — Princeton University Press, 2001. — ISBN 978-0-691-08820-4
- Stratone di Sardi / testo critico, traduzione e commento a cura di Lucia Floridi. — Alessandria: Edizione dell’Orso, 2007. — ISBN 978-88-7694-967-8
- Стратон // Древнегреческая застольная, шутливая и эротическая эпиграмма в переводах Е. В. Свиясова. СПб.: Академический проект, 1997. С. 101—110.
- Книга XII. О мальчиках. // Эпиграммы Греческой антологии. М.: Терра, 1999. С. 467—468, 496—500.